# 胡步三
胡步三（1902年4月—1968年），化名名胡杰三、胡谦之、国光:81。中国共产党党员，中华人民共和国政治人物。

## 生平
1902年4月，胡步三出生于河北阜平县，1918年高级小学毕业后回家务农，当年进入富平县乡村师范学校就读，1919年担任小学教员。1920年，胡步三进入保定第二师范学校就读，1923年加入中国社会主义青年团，1924年转为中国共产党党员，同时以个人身份加入中国国民党。1925年春，胡步三担任中共保定地方委员会委员兼中国国民党保定市党部负责人，五卅运动后担任保定雪耻委员会委员、保定学联常委。1925年9月，保定第二师范学校的校舍在军阀混战中被强征为战地医院，学校被迫停止授课。胡步三随后前往张家口负责工人运动工作，之后又前往北京雪耻会工作。当年11月进入广州黄埔军校学习，在校期间担任中共连部党支书和步兵第二团党总支委员。1926年10月毕业后，胡步三一度留校担任卫生队长，12月前往哈尔滨担任中共北满地方委员会军运委员。在哈尔滨期间，胡步三的对外公开身份是吉林省第六中学的教师。1926年12月至1927年10月，升任中共北满地方委员会负责人，期间受地委书记吴丽实委派，在哈尔滨南岗举办了军事训练班。同时胡步三还负责护送前往莫斯科东方劳动者共产主义大学学习的中共学员从哈尔滨出发至海参崴。1927年初，胡步三前往武汉，2月抵达上海，3月在上海工人第三次武装起义中担任南市指挥员，起义成功后担任南市工人纠察大队长。4月返回武汉，以列席代表的身份参加中国共产党第五次全国代表大会，会后被任命为中共中央军事委员会中央特务工作处下属的匪运股负责人，专门负责联络各种帮会组织。7月，胡步三返回哈尔滨重建中共北满地委，并于当年8月至10月担任中共北满地委书记。1927年10月至1928年9月负责中共满洲省临时委员会的军委工作。1928年赶赴长白山一带做土匪和大刀会的工作。之后中共满洲省委被破坏，1929年2月起，胡步三失去了和中共党组织的联系。:81:166:180
1929年初至1932年10月，胡步三在东北以店员、店主的身份谋生。之后胡步三参加东北抗日义勇军，在唐聚五麾下担任炮兵团军需官、书记长等职位。1933年赶赴察南参加察哈尔抗日同盟军，1934年兵败后流落于门头沟、下花园等地，一度成为了煤矿工人。1938年，胡步三加入八路军，在刘建章所属的八路军五支队政治部工作，重新与中共党组织取得联络。1939年，胡步三重新加入中国共产党。此后至1943年，胡步三历任冀南第五军分区宣教科科长，第五专区专员公署总务科科长、视导主任，冀县县长，冀南行政公署总务科科长，冀南第六专署粮食局局长等职务。1943年10月至1944年夏天，胡步三进入太行山冀南党校学习，1944年9月至1945年10月在延安大学行政系担任助教，1946年3月至1948年6月担任阜平土地改革组组长。1948年7月起在铁路部门工作，先后担任石家庄铁路总务处处长、铁道部材料局购置处处长等职务。:81-82:180-182
中华人民共和国成立后，胡步三继续在铁道部工作。1950年2月，胡步三担任铁道部统计处处长，1953年改任铁道部统计局副局长。1959年担任铁道部技术馆馆长。1962年9月重新担任铁道部统计局副局长。文化大革命中，胡步三受到冲击，于1968年5月17日去世。1980年1月30日，胡步三的名誉得到平反。:82:166-167:182